# Phyllobrotica sororia
Phyllobrotica sororia är en skalbaggsart som beskrevs av Horn 1896. Phyllobrotica sororia ingår i släktet Phyllobrotica och familjen bladbaggar. Inga underarter finns listade i Catalogue of Life.